# 中国特色社会主义先行示范区
中国特色社会主义先行示范区是中华人民共和国正在建设的经济政治示范区，地理范围为广东省深圳市及深汕特别合作区全境，战略定位为“高质量发展高地”、“法治城市示范”、“城市文明典范”、“民生幸福标杆”、“可持续发展先锋”。

## 发展目标
1. 到2025年，“经济实力、发展质量跻身全球城市前列，研发投入强度、产业创新能力世界一流，文化软实力大幅提升，公共服务水平和生态环境质量达到国际先进水平，建成现代化国际化创新型城市”。
2. 到2035年，“高质量发展成为全国典范，城市综合经济竞争力世界领先，建成具有全球影响力的创新创业创意之都，成为我国建设社会主义现代化强国的城市范例”。
3. 到本世纪中叶，深圳“以更加昂扬的姿态屹立于世界先进城市之林，成为竞争力、创新力、影响力卓著的全球标杆城市”。